# Хабаньзя
Хабаньзя — река в России, протекает по Пудожскому району Карелии.
Берёт начало в небольшом озере Хабозере на границе с Каргопольским районом Архангельской области. Течёт с юго-востока на северо-запад. Принимает правый приток Пороги из Наглимозера и Саргозера, а также правый приток без названия из озера Большого Лебяжьего. Впадает в озеро с тем же названием, что и исток — Хабозеро, южнее деревни Заозерье. Высота устья — 109 м над уровнем моря.
Длина реки составляет 11 км, площадь водосборного бассейна — 92,5 км².

## Данные водного реестра
По данным государственного водного реестра России относится к Балтийскому бассейновому округу, водохозяйственный участок реки — Водла, речной подбассейн реки — Свирь (включая реки бассейна Онежского озера). Относится к речному бассейну реки Нева (включая бассейны рек Онежского и Ладожского озера).
Код объекта в государственном водном реестре — 01040100412102000016760.